# Alfons Tomaszewski
Alfons Tomaszewski (ur. 20 września 1907 w Lubiewie, zm. 10 września 1979 w Katowicach) – polski duchowny rzymskokatolicki, proboszcz parafii św. Szczepana w Katowicach-Bogucicach, sędzia prosynodalny, obrońca węzła małżeńskiego, kanonik honorowy Kapituły Katedralnej w Katowicach.

## Życiorys

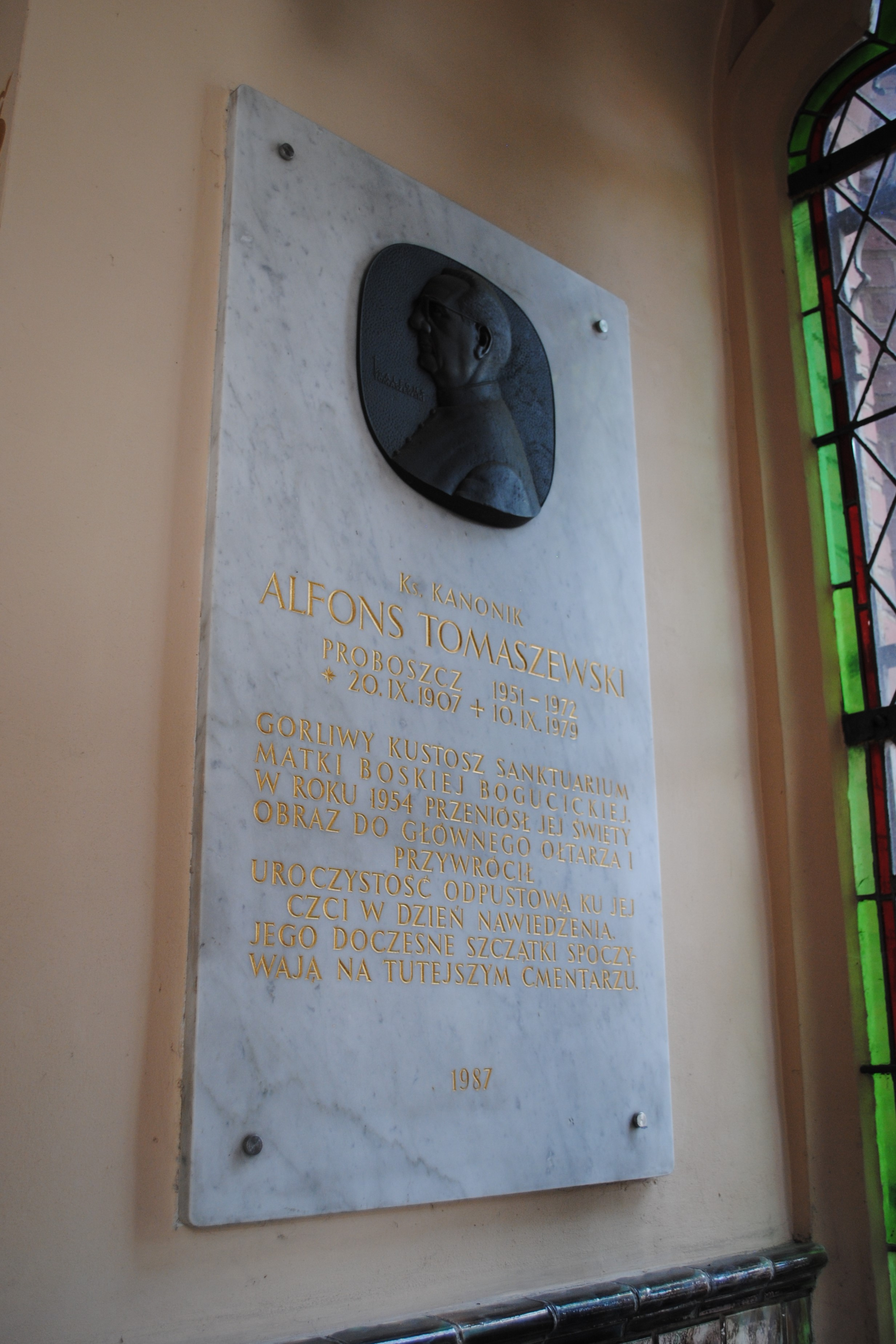
Tablica pamiątkowa w kruchcie bogucickiej bazyliki upamiętniająca ks. Alfonsa Tomaszewskiego (2024)

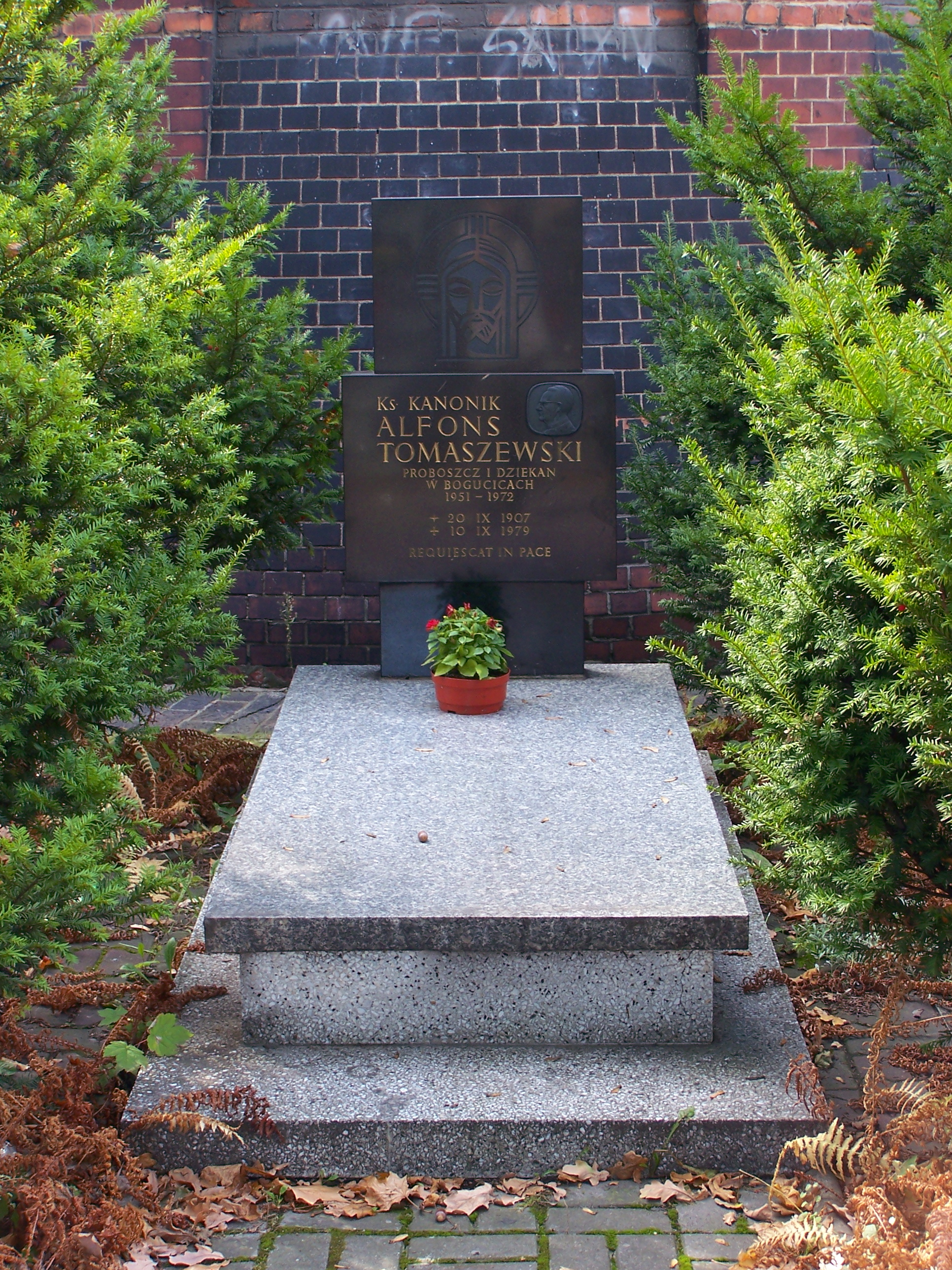
Nagrobek ks. Alfonsa Tomaszewskiego na bogucickim cmentarzu parafialnym (2007)

Urodził się 20 września 1907 roku w Lubiewie w rodzinie listonosza Anastazego i Domiceli z d. Mrozik. Uczęszczał do tamtejszej szkoły powszechnej, a następnie w latach 1920–1928 do Państwowego Gimnazjum w Świeciu. Jako gimnazjalista należał do Sodalicji Mariańskiej. Egzamin dojrzałości zdał w czerwcu 1928 roku. Wstąpił do Wyższego Śląskiego Seminarium Duchownego w Krakowie i rozpoczął studia na Wydziale Teologicznym Uniwersytetu Jagiellońskiego. 29 czerwca 1933 roku przyjął święcenia kapłańskie w katedrze śś. Apostołów Piotra i Pawła w Katowicach z rąk bpa Stanisława Adamskiego. 
Po święceniach pełnił posługę zastępczą w parafii Wniebowzięcia Najświętszej Maryi Panny w Wodzisławiu Śląskim, a w sierpniu 1933 roku został jej stałym wikariuszem. W październiku 1935 roku został kapelanem męskiego i żeńskiego hufca harcerskiego „Nad Odrą” w Wodzisławiu Śląskim. We wrześniu 1936 roku mianowano go wikariuszem w parafii Matki Bożej Bolesnej w Rybniku. W 1939 roku brał udział w kursie wakacyjnym we Francji zorganizowanym przez Institut d`Etudes Francaises de Tauraine przy Uniwersytecie w Tours, a w tym samym roku zdał egzamin proboszczowski.
W grudniu 1939 roku skierowano go jako wikariusza do parafii katedralnej śś. Apostołów Piotra i Pawła w Katowicach, a w latach 1942–1945 był jej substytutem. W latach 1945–1946 był substytutem parafii św. Anny w Janowie. W latach 1946–1951 był administratorem parafii św. Józefa w Katowicach-Załężu, a jego posługa zbiegła się z obchodzoną w 1950 roku uroczystością 50-lecia zakończenia budowy kościoła parafialnego.
10 września 1951 bp Stanisław Adamski mianował go administratorem parafii św. Szczepana w Katowicach-Bogucicach, a w 1957 roku został jej pierwszym powojennym proboszczem. W trakcie swojej posługi, w 1954 roku przebudowano ołtarz główny kościoła, a z bocznego do głównego ołtarza przeniesiono obraz Matki Bożej Boguckiej. 
24 marca 1952 roku uzyskał nominację na sędziego prosynodalnego, a 20 grudnia 1974 roku nominowano go obrońcą węzła małżeńskiego. Ponadto był członkiem Rady Administracyjnej Diecezji Katowickiej oraz wizytatorem Zgromadzenia Sióstr św. Jadwigi w Katowicach. Pełnił także funkcję dziekana dekanatu Katowice-Północ. W uznaniu jego zasług bp Herbert Bednorz mianował go kanonikiem honorowym Kapituły Katedralnej w Katowicach oraz dziekanem honorowym. 
W 1972 roku przeszedł na emeryturę i zamieszkał w Tucholi.
Zmarł 10 września 1979 roku w Katowicach. Został pochowany na cmentarzu parafialnym przy ulicy W. Wróblewskiego.

## Upamiętnienie
- Płyta upamiętniająca ks. Alfonsa Tomaszewskiego w kruchcie bazyliki pw. św. Szczepana i Matki Bożej Boguckiej w Katowicach (1987)[10].